# Sleepwalking (canção)
"Sleepwalking" é uma canção da banda britânica de rock Bring Me the Horizon. Escrita pelo vocalista da banda Oliver Sykes, pelo guitarrista Lee Malia e pelo tecladista Jordan Fish, foi produzida por Terry Date e apareceu no quarto álbum de estúdio da banda, Sempiternal, lançado em 2013. Foi lançada como o segundo single do álbum em 1º de março de 2013, alcançando o número três no UK Rock & Metal Singles Chart.

## Promoção e lançamento
"Sleepwalking" foi lançada em formato de download digital em 1º de março de 2013 e mais tarde foi lançado em um disco de imagem de 10" para o evento Record Store Day em abril. A canção foi apresentada como "Hottest Record" da BBC Radio 1 em 28 de fevereiro de 2013. Além de Sempiternal, a música também foi apresentada no primeiro álbum ao vivo da banda, Live at Wembley de 2015, bem como no segundo, Live at the Royal Albert Hall de 2016.

## Composição e letra
"Sleepwalking" foi notado por muitos comentaristas por seu tom notavelmente mais suave em comparação com os singles anteriores de Bring Me the Horizon. Spencer Kaufman do Loudwire, por exemplo, observou que a música "mostra o lado mais melódico [da banda]", elogiando a "bela ponte no meio da faixa". Da mesma forma, a empresa comerciante de ingressos AXS afirmou que a música "mostrou que [Bring Me the Horizon] poderia escrever canções mais pop que ainda mantinham o estilo agressivo pelo qual são conhecidos", enquanto Mike Hohnen do Music Feeds explicou que a faixa "[afia] em uma vibração ambiente muito mais suave". Falando em uma visão geral faixa por faixa de Sempiternal com Metal Hammer, o vocalista Oliver Sykes descreveu "Sleepwalking" como "uma das canções mais comerciais do álbum" e "uma das canções mais bem escritas [da banda]".
De acordo com Sarai C. do Loudwire, "Sleepwalking" começa "com uma melodia eletrônica que evolui para uma poderosa progressão de acordes menores, emparelhada com os vocais perfeitamente executados de Sykes" e também apresenta certa influência de nu metal. Hohnen, do Music Feeds, observou que a faixa apresenta um "papel dominante" para os teclados, acompanhados por padrões irregulares de bateria. Gregory Adams da Exclaim! propôs que o estilo da música "se dirige para uma melancolia semelhante ao Linkin Park assistida por eletrônicos". Bram Teitelman do Metal Insider também comparou o estilo da música ao do Linkin Park, criticando sua falta de "peso" até certo ponto.

## Videoclipe
O videoclipe de "Sleepwalking" foi lançado em 4 de março de 2013. Dirigido por A Nice Idea Every Day e Richard Sidwell, retrata um sonâmbulo "[atravessando] paisagens invernais e uma doca infestada de gaivotas enquanto está na terra do aceno", enquanto Bring Me the Horizon "executa a melodia inspirada em sonâmbulos para um bando de bebedores de cerveja deprimidos em um pub". No vídeo, o vocalista do Bring Me the Horizon, Oliver Sykes, é visto vestindo uma camiseta com o logotipo da banda americana de death metal Death.

## Recepção
"Sleepwalking" recebeu elogios da maioria dos críticos musicais. Dan Slessor da Alternative Press identificou a música, além de "Go to Hell, for Heaven's Sake" e "Seen It All Before" como um destaque do Sempiternal. Mike Diver, da BBC Music, propôs que "Sleepwalking" e a faixa de abertura " Can You Feel My Heart" introduzam "novas texturas sintéticas na vanguarda" do som da banda. Criticando Sempiternal para PopMatters, Dean Brown elogiou a adição dos teclados de Jordan Fish ao som da banda, particularmente em "Sleepwalking" e "And the Snakes Start to Sing", que ele afirmou "espalhar cor" no "esparso das seções das canções".
Em uma lista das melhores canções de Bring Me the Horizon publicada em maio de 2014, Sarai C. do site de música Loudwire classificou "Sleepwalking" como a terceira melhor faixa da banda, afirmando que "mostra a excelente musicalidade que [a banda] desenvolveu", elogiando sua melodia eletrônica, progressão de acordes e performance vocal. A Alternative Press também a classificou em terceiro lugar em sua lista das melhores canções do grupo, saudando-a como "uma aula magistral sobre como escrever uma canção que dominará as rádios de rock sem sacrificar a personalidade de sua banda". O escritor Dan Slessor afirmou que apresenta "talvez o refrão mais empolgante do catálogo [da banda], um colapso gaguejante... uma ponte sublime... [e um] clímax gigantesco". AXS também incluiu a música em quinto lugar em sua lista das melhores faixas da banda, enquanto o escritor Metal Hammer, Luke Morton, classificou-a como a sétima melhor, elogiando sua natureza acessível e de hino.

## Desempenho comercial
"Sleepwalking" estreou em quarto lugar na UK Rock & Metal Singles Chart em 10 de março de 2013, antes de subir para o número três, sua posição de pico, na semana seguinte. Fora do Reino Unido, "Sleepwalking" alcançou a posição 14 na parada Mainstream Rock da Billboard dos EUA.

## Faixas
| N.º            | Título                        | Duração |  |
| 1.             | "Sleepwalking"                | 3:50    |  |
| 2.             | "Sleepwalking" (Instrumental) | 3:50    |  |
| Duração total: | Duração total:                | 7:40    |  |

## Paradas
| Parada (2013–14)                        | Posição de pico |
| --------------------------------------- | --------------- |
| UK Singles (OCC)                        | 122             |
| UK Physical Singles (OCC)               | 48              |
| Reino Unido (OCC UK Rock and Metal)     | 3               |
| Estados Unidos (Billboard Rock Airplay) | 47              |